# Stanisław Jakiel

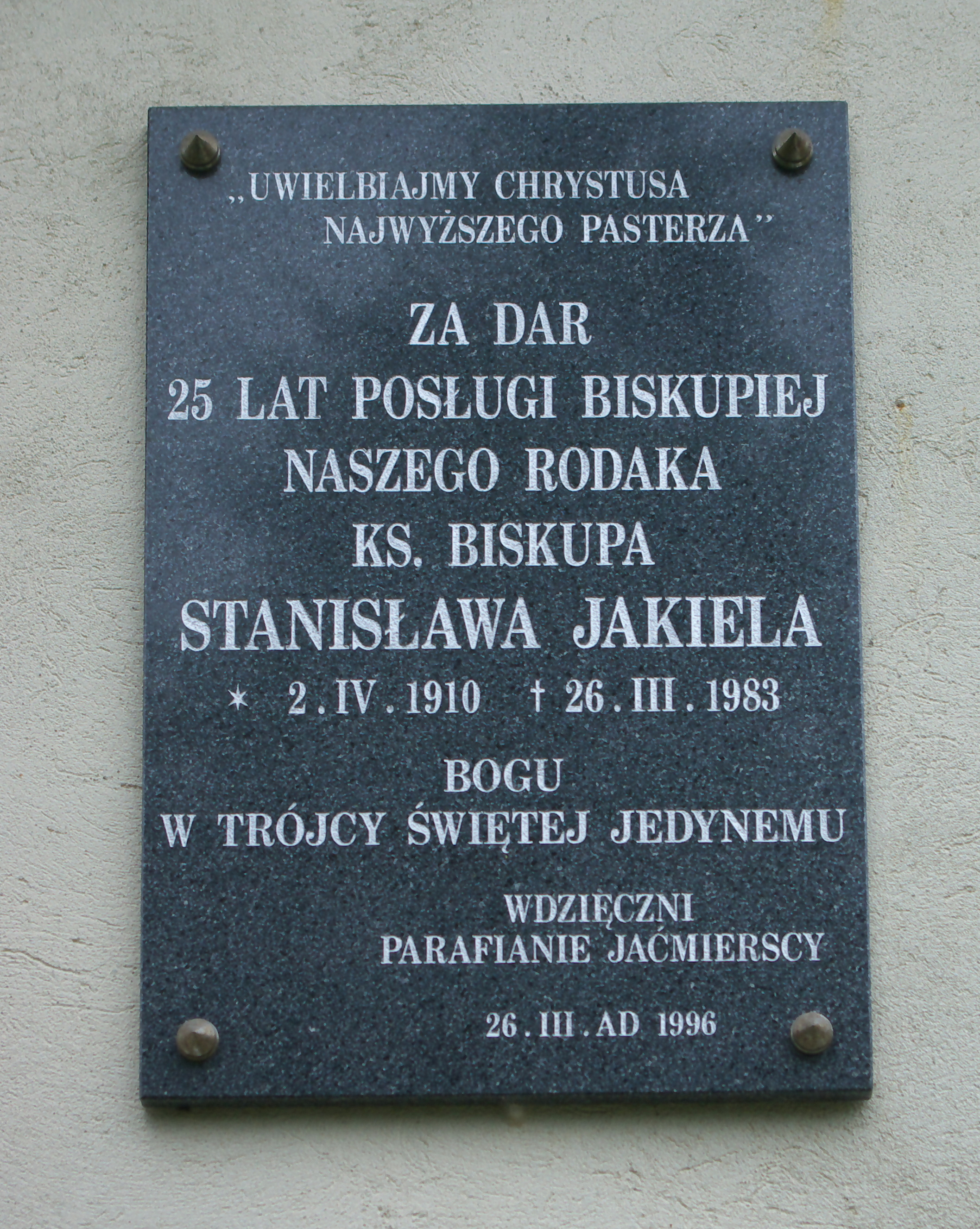
Tablica pamiątkowa w Jaćmierzu

Stanisław Jakiel (ur. 12 kwietnia 1910 w Jaćmierzu, zm. 26 marca 1983 w Przemyślu) – polski duchowny rzymskokatolicki, doktor teologii, biskup pomocniczy przemyski w latach 1957–1983.

## Życiorys
Urodził się 12 kwietnia 1910 w Jaćmierzu. Edukację w zakresie szkoły średniej rozpoczął w Państwowym Gimnazjum w Sanoku, lecz już w I klasie wystąpił ze szkoły. Wrócił do rodzinnego domu, gdzie odtąd kształcił się prywatnie. IV klasę odbył w Państwowym Gimnazjum w Brzozowie, a klasy V–VIII ukończył w Państwowym Gimnazjum im. Kazimierza Morawskiego w Przemyślu jako alumn Niższego Seminarium Duchownego. W 1929 złożył egzamin dojrzałości, po czym rozpoczął studia w Wyższym Seminarium Duchownym w Przemyślu. W latach 1931–1934 kontynuował je na uniwersytecie Canisianum w Innsbrucku. Święcenia prezbiteratu otrzymał 26 lipca 1934. W 1935 uzyskał doktorat z teologii na podstawie dysertacji dotyczącej uchwał soboru trydenckiego w Polsce. Wykształcenie pogłębiał jako wolny słuchacz na Papieskim Uniwersytecie Gregoriańskim w Rzymie.
W 1936 pracował jako wikariusz, wpierw w parafii farnej w Rzeszowie, a następnie w parafii katedralnej w Przemyślu. W tym samym roku został mianowany katechetą w Państwowym Gimnazjum Handlowym i w Liceum Handlowym w Przemyślu. Pod koniec 1936 został powołany na funkcje kapelana biskupa Franciszka Bardy i notariusza kurii biskupiej, po czym w 1937 został mianowany katechetą w Państwowym Gimnazjum Kupieckim w Przemyślu. Przez pierwsze miesiące II wojny światowej z konieczności przebywał w rodzinnym domu. Na początku 1940 został kapelanem ochronki sióstr Rodziny Maryi w Maćkowicach i duszpasterzem miejscowej kaplicy. W tym samym roku został przeniesiony na wikariat do parafii farnej w Jarosławiu. W 1943 został ustanowiony administratorem parafii Najświętszej Maryi Panny Nieustającej Pomocy w Przemyślu. W 1953 jako kanonik gremialny wszedł w skład Kapituły Katedralnej Przemyskiej.
W 1944 przez ponad miesiąc był rektorem Niższego Seminarium Duchownego, po czym objął stanowisko prokuratora w Wyższym Seminarium Duchownym. Zajmował urząd wicerektora, a od 1953 pełnił obowiązki rektora seminarium. Prowadził w nim wykłady z teologii moralnej, teologii pastoralnej i homiletyki.
3 czerwca 1957 został mianowany biskupem pomocniczym diecezji przemyskiej ze stolicą tytularną Tanagra. Święcenia biskupie otrzymał 4 sierpnia 1957. Konsekrował go Franciszek Barda, biskup diecezjalny przemyski, w asyście Karola Pękali, biskupa pomocniczego tarnowskiego, i Herberta Bednorza, biskupa koadiutora katowickiego. W diecezji był wpierw prowikariuszem generalnym, a od 1962 wikariuszem generalnym. W latach 1958–1960 zajmował stanowisko oficjała sądu biskupiego. W kurii diecezjalnej przewodniczył komisji liturgicznej i nadzorował sprawy personalne księży wikariuszy. W latach 1965–1966 pełnił funkcję wikariusza kapitulnego diecezji. W 1967 został mianowany prepozytem kapituły katedralnej.
W Episkopacie Polski był od 1976 przewodniczącym Komisji Liturgicznej. W czasie jego kierownictwa komisja przygotowała posoborowe zmiany w ceremoniach kościelnych i liturgii sakramentów, a także opracowała polski przekład brewiarza rzymskiego. Asystował podczas sakry biskupów przemyskich: pomocniczego – Bolesława Taborskiego (1964) i diecezjalnego – Ignacego Tokarczuka (1966). Brał udział w II, III i IV sesji soboru watykańskiego II.
Zmarł 23 marca 1983 w Przemyślu w trakcie mszy odprawianej w kaplicy seminaryjnej. 29 marca 1983 został pochowany w podziemiach przemyskiej katedry. W 1996 na fasadzie budynku domu zakonnego Zgromadzenia Sióstr Służebniczek Najświętszej Maryi Panny Niepokalanie Poczętej w Jaćmierzu umieszczono upamiętniającą go tablicę.